# Восстание в Кванджу
Восстание в Кванджу (кор. 광주 민주화 운동, 光州民主化運動, Gwangju minjuhwa undong; досл. «Движение за демократизацию Кванджу») — акции протеста в городе Кванджу, Южная Корея, проходившие с 18 мая по 27 мая 1980 года, жестоко подавленные правительственными силами.
Во время правления Чон Ду Хвана инцидент в Кванджу официально рассматривался как прокоммунистический мятеж. Однако после его ухода с поста президента в 1988 году восстание стало рассматриваться как попытка установления демократии. Государство принесло извинения за жестокое подавление волнений, а для жертв инцидента было сооружено специальное кладбище.
Существуют различные оценки количества жертв восстания. Официальное расследование правительства Шестой республики привело цифры в 207 человек убитыми. Вдобавок они обнаружили 987 «других потерь», включавших серьёзно раненых. Однако в отчёте британской компании BBC говорится, что эти цифры занижены. Сами участники инцидента в конце 1980-х годов приводят цифры в 2000 погибших. Однако точная информация о личностях погибших ими не приводится.

## Хроника

### 18-21 мая
Утром 18 мая у ворот Чоннамского национального университета, несмотря на его закрытие, собрались студенты, к 9:30 прибыли около 200 студентов, им противостояли 30 десантников. Около 10:00 между солдатами и студентами произошли столкновения: солдаты атаковали студентов, а последние в ответ бросали камни. Затем протест переместился в центр города, в район Кымнамно (улица, ведущая к провинциальному управлению Чолла-Намдо). В 16:00 Командование специального назначения Кореи направило десантников, чтобы подавить протесты. Прибытие 686 солдат из 33-го и 35-го батальонов 7-й воздушно-десантной бригады ознаменовало новую, жестокую и печально известную фазу восстания.
Свидетели сообщили, что солдаты избивали дубинками как демонстрантов, так и проходящих мимо людей. Свидетельские показания, фотографии и записи свидетельствуют об использовании штыков. Первым известным погибшим стал 29-летний глухой мужчина по имени Ким Гён Чхоль, которого забили до смерти 18 мая. По мере того как граждане возмущались насилием, количество протестующих быстро росло и к 20 мая превысило 10 000 человек.
По мере эскалации конфликта армия начала стрелять по гражданам, убив неизвестное число возле станции Кванджу 20 мая. В тот же день разгневанные протестующие сожгли местную станцию MBC, которая неверно сообщила о ситуации, разворачивавшейся в Кванджу (диктор сообщил только об одной жертве среди гражданского населения). Четверо полицейских погибли на баррикаде возле здания правительства провинции после того, как в них въехала машина.
В ночь на 20 мая граждане на сотнях такси, автобусов, грузовиков и автомобилей выехали к провинциальному управлению, чтобы участвовать в протестах. «Водители демократии» пришли поддержать граждан. В ответ военные применили к ним слезоточивый газ, вытащили водителей из машин и избили. Это, в свою очередь, привело к тому, что на место происшествия в гневе приехало ещё больше водителей, которые пытались использовать автомобили в качестве оборонительного оружия и блокировать солдат.
Насилие достигло апогея 21 мая. Около 13:00 армия открыла огонь по протестующей толпе из 300 тысяч человек, собравшейся перед администрацией провинции Чоннам, что привело к жертвам. В ответ некоторые протестующие совершили налёт на склады оружия и полицейские участки в близлежащих городах и вооружились винтовками М1 и карабинами. Вечером того же дня на площади областного управления вспыхнули кровавые перестрелки между гражданскими ополченцами и армией. К 17:30 ополченцы захватили два ручных пулемёта и использовали их против армии, которая начала отступать с центральной площади города.

### 22-25 мая

#### Блокада Кванджу и дальнейшие зверства
К этому моменту все войска отступили в пригородные районы в ожидании подкрепления, включая войска 3-й воздушно-десантной бригады, 11-й воздушно-десантной бригады, 20-й мотопехотной дивизии и 31-й пехотной дивизии. Много жертв было понесено 23 мая, когда солдаты обстреляли автобус, который пытался вырваться из города в Дживон-дон. Военные убили 15 из 18 пассажиров, а также казнили двух раненых из них. На следующий день солдаты расстреляли мальчиков, купающихся на водохранилище Вондже, за попытку перехода. В результате один человек погиб. Позднее в тот же день армия понесла самые тяжёлые потери, когда войска по ошибке открыли огонь друг по другу в Сонгам-донге, в результате чего 13 солдат погибли.

#### Расчётные комитеты
Тем временем в «освобождённом» городе Кванджу были сформированы Расчётный комитет граждан и Студенческий расчётный комитет. В первый вошли около 20 проповедников, юристов и профессоров. Второй был сформирован из студентов университетов, которые взяли на себя руководство похоронами, общественными акциями, регулированием дорожного движения, изъятием оружия и оказанием медицинской помощи.
Порядок в городе поддерживался хорошо, но переговоры зашли в тупик, так как армия призвала ополченцев немедленно разоружиться. Этот вопрос вызвал раскол в комитетах: одни требовали немедленной капитуляции, другие призывали к продолжению сопротивления до тех пор, пока их требования не будут выполнены. После жарких дебатов те, кто призывал к дальнейшему сопротивлению, в конечном итоге взяли власть в свои руки.

#### Протесты в других регионах
По мере распространения новостей о кровавых репрессиях в близлежащих регионах, включая Хвасун, Наджу, Хэнам, Мокпхо, Йонам, Канджин и Муан, вспыхнули протесты против правительства. К 24 мая большинство этих протестов стихло, а в Мокпхо продолжались до 28 мая.

### 26 мая
К 26 мая армия была готова вернуться в Кванджу. Члены расчётного комитета безуспешно пытались заблокировать продвижение армии, лёжа на улицах. Когда распространились новости о готовящемся нападении, гражданские ополченцы собрались в провинциальном управлении и готовились к последней битве.

### 27 мая
В 4 часа утра войска пяти дивизий двинулись в центр города и за 90 минут разгромили ополченцев.

## В искусстве
Восстание отображено в корейских художественных фильмах:
- Песочные часы[англ.] (сериал, Южная Корея, 1995)
- Лепесток (Южная Корея, 1996)
- Мятная конфета (Южная Корея, 1999)
- Старый сад (Южная Корея, 2006)
- 18 мая / Великолепный отпуск (Южная Корея, 2007) — фильм повествует о событиях восстания в Кванджу и жителях города Кванджу, противостоящих военной диктатуре.
- 26 лет[англ.] (Южная Корея, 2012)
- Национальная безопасность 1985[англ.] (Namyeong-dong 1985) 2012
- Адвокат (Южная Корея, 2013)
- Таксист (Южная Корея, 2017)
- Экскаватор[англ.] (Fork Lane) 2017
- Песнь ушедших (The March for the Lost) 2018
- Бункер Пак Чон Хи (Downfall) 2019
- Тот, кто рядом (2020) — политический триллер об убийстве Пак Чон Хи.
- Майская юность[англ.] (сериал, 2021) — романтическая мелодрама о временах восстания Кванджу.

В книгах корейских авторов:
- Хан Ган «Человеческие поступки»

В корейских музыкальных видео и песнях:
- SPEED — «That’s my Fault» (часть 1)
- SPEED — «It’s Over» (часть 2)
- 낙션 (Naksyeon) — 518—062 (produced and composed by Gloss (SUGA from BTS))
- Exemplum in memoriam Kwangju-Юн Исан